# Prolixandromyces lingulatus
Prolixandromyces lingulatus är en svampart som beskrevs av R.K. Benj. 1981. Prolixandromyces lingulatus ingår i släktet Prolixandromyces och familjen Laboulbeniaceae.   Inga underarter finns listade i Catalogue of Life.